# وانكاشو

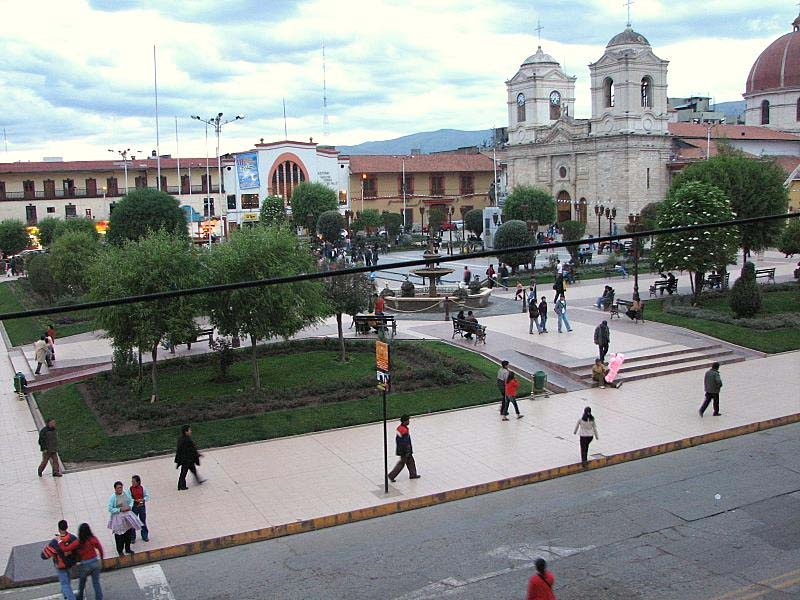

وانكايو (بالإسبانية: Huancayo)‏ هي عاصمة منطقة خونين التي تقع بالمرتفعات الوسطى في البيرو. تقع المدينة بالقرب من وادي مانتارو على ارتفاع 3271 متر. وانكايو خامس أكبر مدينة حيث يبلغ عدد سكانها 377,000.

## توأمة
لوانكاشو اتفاقيات توأمة مع كل من:
- سان خوسيه
- شيمبوتي

## أعلام
- كيمبرلي غارسيا
- خيسوس سيسنيروس
- داماريس

## وصلات خارجية
- (بالإسبانية) الموقع الرسمي للبلدية